# Das Bleichgesicht
Das Bleichgesicht (Originaltitel: The Paleface; Alternativtitel: Das Blassgesicht) ist eine US-amerikanische Kurzfilm-Slapstick-Komödie aus dem Jahr 1922 mit Buster Keaton in der Hauptrolle, der auch für Drehbuch und Regie verantwortlich war.

## Handlung
Durch die Machenschaften eines Kriminellen, der einen Boten der Indianer tötete und diesem die Übertragungsurkunde für das Land der Indianer stahl, gelangen gierige Ölsucher in den Besitz der Urkunde. Mit dem Gesetz auf ihrer Seite fordern sie den Indianerstamm zur Räumung des Gebietes auf. Der zornige Häuptling verkündet daraufhin, den ersten weißen Mann zu töten, der durch das Tor zum Indianerland tritt. Da erscheint ein Schmetterlingssammler auf der Jagd (Keaton) im Indianerland, woraufhin er an einen Pfahl gebunden wird und verbrannt werden soll. Das Bleichgesicht kann sich selbst befreien und flüchtet in eine nahegelegene Hütte, in der es feuerfesten Asbest findet, aus dem es sich feuerfeste Unterwäsche bastelt. Wieder eingefangen, setzen die Indianer ihr Vorhaben in die Tat um. Als sie bemerken, dass das Bleichgesicht nicht verbrennt, verehren sie es und nehmen es als vollberechtigtes Stammesmitglied mit dem Namen „Kleiner Häuptling Bleichgesicht“ in ihre Gemeinschaft auf. Später zeigt der Häuptling dem Bleichgesicht die Forderung der Ölsucher. Entrüstet darüber stattet das Bleichgesicht zusammen mit den Indianern den Gierigen einen bedrohlichen Besuch ab. Der Anführer der Ölsucher flieht jedoch, nimmt während der folgenden Verfolgungsjagd das Bleichgesicht gefangen, zwingt es mit ihm die Kleidung zu tauschen und kann so entkommen. Nach einigen Reibereien mit den indianischen Freunden, die das Bleichgesicht vorübergehend mit dem Chef der Ölsucher verwechseln, sowie einem anderen Indianerstamm, findet das Bleichgesicht in einer Tasche seiner neuen Kleidung die Übertragungsurkunde, die es den Indianern zurückgibt. Aus Dank dafür bekommt es eine junge Indianerin zur Frau.

## Hintergrund
Der Film erlebte seine deutsche Erstaufführung am 5. Juni 1925 unter dem Titel Das Blassgesicht.